# Emil Hermann Bose
Emil Hermann Bose nació en Bremen el 20 de octubre de 1874 y murió en La Plata en mayo de 1911, fue un físico alemán radicado en la Argentina.
Bose estudió física, química y matemáticas en Göttingen, doctorándose en 1898 bajo la dirección de Nernst. En 1901 obtiene en
Breslau una certificación habilitante para la enseñanza universitaria y colabora con Oskar Emil Meyer en la organización de su Instituto de Física. Luego se traslada a Göttingen, asumiendo inicialmdente como Privatdozent (profesor adjunto) y luego como director del Physikalische Zeitschrift. En 1906 es designado Profesor de Fisicoquímica y de Electroquímica  en Danzig y director de los laboratorios recientemente instalados. En 1909 Emil Bose y su esposa Margrete Elisabet Heiberg se trasladan a la ciudad de La Plata, en Argentina.
Bose fue el primer Director del Departamento de Física y la Escuela Superior de
Ciencias Físicas de la Universidad Nacional de La Plata. Bose murió de fiebre tifoidea y fue enterrado en el Cementerio de La Plata.
Margrete Elisabet Heiberg, nació en Soroe el 19 de septiembre de 1865 y murió en San Justo (Buenos Aires) en 1952, continuó enseñando en el mismo Instituto hasta la edad de 76 años. El sucesor de Bose fue Konrad Simons, y luego Richard Gans.
| Predecesor: - | Director del Departamento de Física de la Universidad Nacional de La Plata mayo de 1911 | Sucesor: Konrad Simons |